# Daniel Hitzler

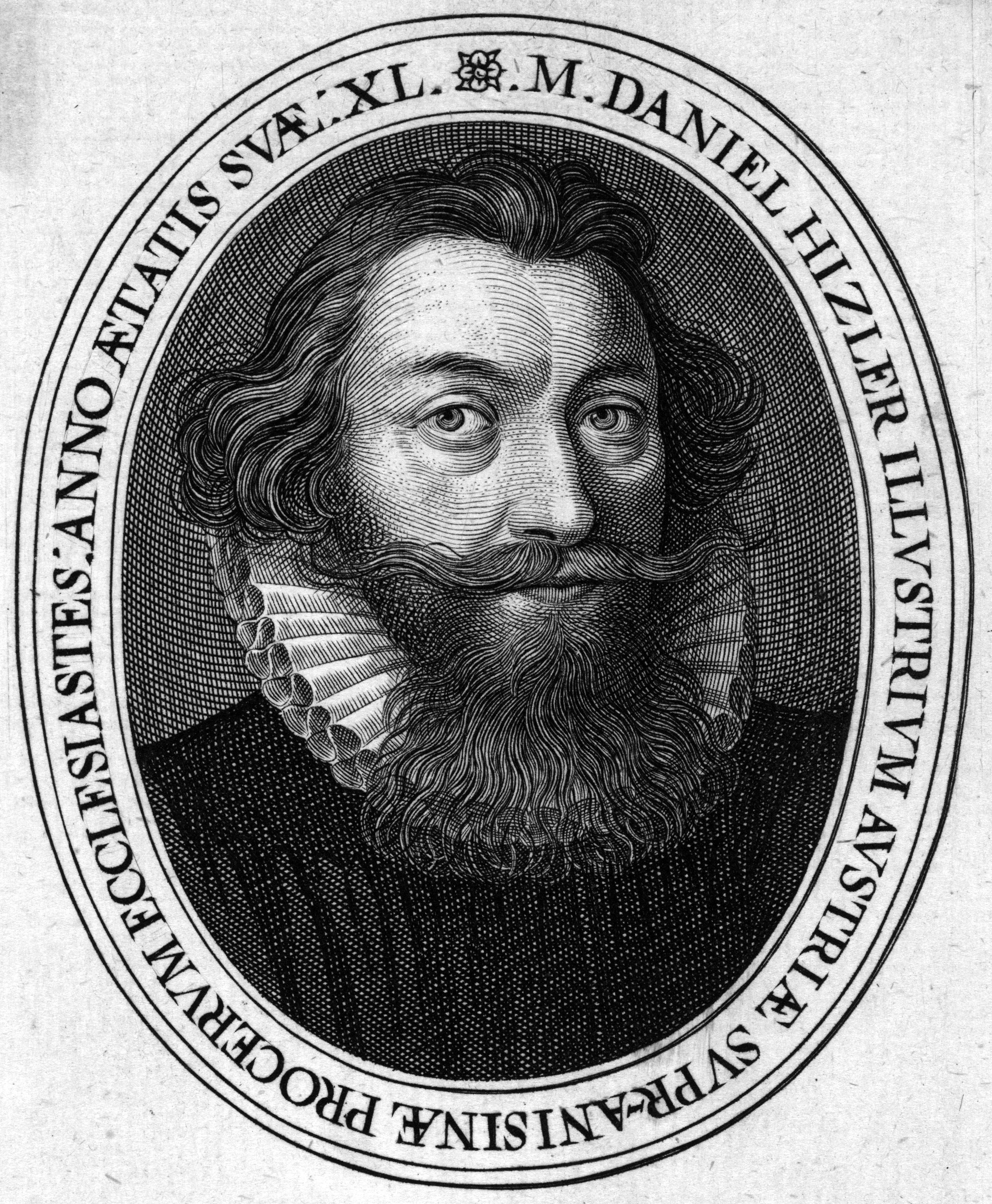
Daniel Hitzler

Daniel Hitzler (Heidenheim an der Brenz, 27 september 1576 – Straatsburg, 6 september 1635; ook wel Daniel Hizler) was een Duits luthers theoloog en geestelijke.

## Biografie
Hitzler volgde onderwijs aan de kloosterscholen in Bebenhausen en Blaubeuren. Aansluitend studeerde hij in 1594/1595 aan de Universiteit van Tübingen. Hij verkreeg de titel van magister en werd repetitor. In 1600 werd Hitzler in Waiblingen diaken. In Reichenbach voerde hij de Reformatie in en werd hij de eerste dominee van die plaats. In 1608 werd hij in Freudenstadt benoemd tot stadspredikant; in het daaropvolgende jaar tot predikant en bijzonder superintendent in Güglingen.
In 1610 werd Hitzler verzocht om Württemberg te verlaten en in Linz als hoofdpredikant alsook directeur van een protestants opvoedingsgesticht te werken. In zijn nieuwe gemeente kreeg hij te maken met een groep die een meer calvinistische leer wilde, waartoe ook de bekende astronoom Johannes Keppler behoorde. Hitzler weigerde Keppler het avondmaal te bedienen aangezien deze niet instemde met de kerkleer. Dit leverde hem de reputatie op dat hij een lutherse fanaticus was. Ook werd hij in Linz door de jezuïeten met de dood bedreigd. Daarna zat Hitzler dertig weken in de gevangenis, omdat hij betrokken zou zijn geweest bij een opstand tegen keizer Ferdinand II. Vervolgens zag hij zich gedwongen om met andere lutherse predikanten Oostenrijk te verlaten en naar zijn vaderland terug te keren.
In Württemberg werd hij in 1625 benoemd tot stadsdominee en bijzonder superintendent van Kirchheim unter Teck. Het jaar daarop werd hij lid van de raad van de hertog van Württemberg en in Bebenhausen bijzonder superintendent en abt van het geprotestantiseerde klooster. Vier jaar later, in 1630, werd hij verdreven als gevolg van het Restitutie-edict. Hierdoor werd de protestantisering ongeldig verklaard en moest het klooster weer katholiek worden. Weer twee jaar later werd hij in Stuttgart zowel tot predikant van de Stiftskirche als tot proost benoemd. In 1634 moest hij na de Slag bij Nördlingen met hertog Everhard naar Straatsburg vluchten. Daar overleed hij op 6 september 1635 aan een beroerte. In 1658 werd een rede ter herdenking van Hitzler gehouden die het volgende jaar in druk verscheen onder de titel Memoria Hizleri resuscitata.

## Publicaties (selectie)
- Musica nova
- de praestantia Theologiae